# 火吹山の魔法使い
『火吹山の魔法使い』（ひふきさんのまほうつかい、ひふきやまのまほうつかい、英語：The Warlock of Firetop Mountain ）はイギリスのゲームブック。著者はスティーブ・ジャクソン、イアン・リビングストン。
『ファイティング・ファンタジー』シリーズ第1巻。原書は1982年にパフィンブックスより刊行され、2002年にウィザードブックスより再刊された。 

## 概要
怪物が跋扈するファンタジー世界を舞台とし、剣を頼りに危難を切り抜けていく冒険者として活躍する作品。
一般にゲームブックの元祖とされる。パラグラフ選択形式の書籍は先行する作品がバンタム・ブックスなどから刊行されていたが、ゲーム業界に与えた影響力の大きさを考慮すれば本作品を「元祖」と称しても問題ないだろうと、安田均は述べている。簡素さゆえに「プリミティブ」と評されることもあるが、後に至るまでゲームブックの代表作としての地位を占めている。両著者のうち、ゲームブックというコンセプトを発案したのが斬新な発想を売りとするジャクソンで、それをひとつのスタイルとして仕上げたのが地味でも堅実な仕事をするリビングストンだろうと安田は見ている。

### 企画の経緯
1980年、ジャクソンとリビングストンが開催していたコンベンション「Games Days」にはペンギン・ブックスが出展しており、そこには女性編集者ジェラルディン・クークがいた。ジャクソンらは、彼女と話すうちに「ペンギン・ブックスからファンタジー・ロールプレイングゲームの本を出してはどうか」と持ちかけ、快諾を得た。最初期案ではゲームのやり方を載せたマニュアル本だったが、「どうせなら本自体でRPGができればいい」とジャクソンが思いつき、本作品の原型となる『マジック・クエスト』を作り上げた。『火吹山の魔法使い』の執筆には6か月を費やしている。なお、実際の刊行はペンギン・ブックスではなく、子供向けセクションのパフィンブックスが担った。
パフィンブックス版の表紙は独特のデザインをしており、通常であれば書名を見やすくするためペーパーバックの上部にタイトルを載せるところ、カバーアートを手がけたピーター・ジョーンズが並外れたセンスを発揮して表紙の中央にタイトルを配置し、多くの出版社を驚かせた。もっとも1週間で描いた作品であったため、ジョーンズ当人はずっと改作したいと思っていたそうである。
刊行当初は大きな宣伝もなかったために売れなかった。しかしRPGファンはこの本の存在を見逃さず、さらにBBCラジオのプロデューサーが取り上げたことがきっかけとなって爆発的にヒット。2 - 3週間すると売り切れ、6か月間に10回の増刷を重ねて、売り上げ部数は25万を越えた。

### ゲーム内容
詳細なゲームシステムについてはファイティング・ファンタジー#システムを参照。
テーブルトークRPGの要素を色濃く継いでおり、時にその「入門編」として語られることもあるが、システムの方向性は異なる。テーブルトークRPGは架空体験に真実味を与えるため複雑なルールを必要とし、それでいて参加者の会話が主体となって進行するためうろ覚えでも楽しめるのに対し、1人遊びであるゲームブックは読者がルールを把握した上で自分だけでなく敵も操作しなければならない。そのため本作品は、使うサイコロを2個だけとすることでルールの簡潔化を図っている。戦闘時は〈自分の技術点+サイコロ2個〉と〈敵の技術点+サイコロ2個〉を比較して勝敗を決めるがダメージは固定であり、1手順中サイコロを振る回数が2度でよいのも簡潔な点である。また、サイコロの目は確率で予測できるので、技術点の差に着目すれば戦闘における有利不利の判断がつく。このように徹底して煩雑さを削ぎ落とすことによって、本作品は優れて遊びやすくなっている。
ストーリー構成は、途中で分岐しつつもチェックポイントのような合流地点があることで、全体を通して眺めると簡単な流れになっている。だが、ほとんど一本道でたやすく蹴散らせる敵しかいない序盤から進むにつれて道筋が複雑さを増し、それに応じて現れる敵も強くなるという絶妙なバランスによって読者の恐怖感は次第にかき立てられ、実際の簡単な構造以上に奥深さを感じられる。
発生するイベントには、積極的に攻撃を仕掛けてくる敵との遭遇は少なく、「なぜか召使いを叱っているオーク」「誰にも見られていないと怠ける、ひとりでに動くシャベルやスコップ」のようにゲームの目的上は無意味なものが盛り込まれている。これらは不可解である分だけファンタジー性を強調し、読者に鮮烈な印象を残す。
こうしたストーリー性とは別の要素として、複雑な迷路や最後に宝を得るのに必要となるカギ探しというパズル性が取り入れられている。これによって本作品は、冒険物語を読むことでの「達成感を得る」のに加えて「パズルを解く」という楽しみが感じられるようになっており、広範囲な魅力を備えている。しかし、正しいカギを求めて繰り返し挑戦するというパズル性は、先の展開を知らないからこそ面白くなるストーリー性と相反するため、統一性という観点からは疑問がつく。

### 日本における展開
日本語版は1984年、浅羽莢子による訳で社会思想社の現代教養文庫より刊行され、ゲームブックのブームを巻き起こした。その後、2005年には扶桑社よりほぼ同内容で再刊された。
日本語版の書名には2通りの読み方がある。社会思想社版は奥付によれば「ひふきさん」が正しいが、サポート誌『ウォーロック』で「ひふきやま」と読ませる箇所があり、すでに混乱が見られる。扶桑社版は表紙に「ひふきやま」と明記されている。
『ウォーロック』1 - 2号には、改訂版が2部構成で収録されている。
携帯電話アプリ版は、コンピュータゲーム開発者の佐野一直がタイトーとの共同運営による配信を行ったが、運営者間の不和や電話機の性能の問題が重なって成功には至らなかった。2007年からはデジタル・メディア・ラボにより『炎冠山の魔術師』としてリメイクされ、同じ加賀電子系列のサイバーフロントが配信を行った。こちらは2012年2月29日に終了した。

## あらすじ
頂に赤い植物が群生しているところから「火吹山」と呼ばれる切り立った山の地下には、悪の魔法使いザゴールの作り上げた迷路が広がっている。魔法使いの蓄えた莫大な財宝を求めて多くの冒険者が地下城砦に挑んだが、いずれも怪物たちに阻まれ、ほとんど生きて戻らなかった。そしてわずかな生還者も、再び挑戦しようとはしなかった。
そして今、新たな冒険者がこの難関に挑もうとする。先人たちの残した手がかりによれば、たとえ首尾よく魔法使いを倒したとしても、その宝を手に入れるためには地下城砦のあちこちに隠されたカギを見つけておかなければならないだろう。

## 他媒体展開

### ボードゲーム
1986年、スティーブ・ジャクソン製作によりゲームズ・ワークショップより発売。箱絵は、ピーター・ジョーンズがゲームブック版を元にさらに美しいザゴールを描いている。
プレイ人数は2 - 6人。サイコロを振ってボード上のマス目を進んでいく、すごろくのような形式。ただしゲームの目的は宝を手に入れることなので、単純に魔法使いのもとまで早くたどり着けばよいというものではない。
ボードの地形は、中央に川があり終盤が迷路になっているという、原作に忠実な構成になっている。また、冒険記録用紙もほぼ原作と同じである。しかしプレイ感覚は異なり、ゲームブックのように手探りで進むのではなく、一目で全体を見通せるボード上に配置されたアイテムの取得を他プレイヤーと競いあう形になる。特に、ゲームの目的である宝箱を開けるのに必要な〈鍵〉は入手するだけでは不足で、どの〈鍵〉が合っているのか推理しなくてはならない。そのため、情報やアイテムの交換に他プレイヤーとの交渉や恫喝が必要となり、そこにゲームの面白さがある。
なおルールには書かれていないが、ジャクソンによると実は1人で遊ぶこともできる。

### コンピュータゲーム
- 1984年、ZX Spectrum向けにアクションアドベンチャーゲームが発売された。日本語版はない。
- 2009年、『Fighting Fantasy: The Warlock of Firetop Mountain』のタイトルでニンテンドーDS向けにアクションRPGが発売された。日本語版はない。
- 2016年8月31日、Steam用ゲームソフトが発売された。日本語未対応。2019年5月30日発売のNintendo Switch版は日本語に対応している。

### その他
- 2003年、Myriadorよりd20システム用シナリオが発売された。日本語版は国際通信社より発売。

## 書誌情報
ゲームブックはいずれも、著：スティーブ・ジャクソン、イアン・リビングストン / 本文イラスト：ラス・ニコルソン / 訳：浅羽莢子
- 『火吹山の魔法使い』社会思想社〈現代教養文庫〉、1984年12月。ISBN 4-390-11121-3
  - 表紙イラストはピーター・アンドリュー・ジョーンズ
- 『火吹山の魔法使い』扶桑社、2005年3月。ISBN 4-594-04909-5
  - 表紙イラストはマーティン・マッケンナ

d20システム用シナリオは、翻案：ジェイミー・ウォーリス / 訳：待兼音二郎
- 『火吹山の魔法使い』国際通信社、2004年6月。ISBN 4-434-04587-3
- 『ファイティング・ファンタジー・コレクション ~火吹山の魔法使いふたたび』2021年7月16日 ISBN 4-815-60695-1
  - コレクションとしてファイティング・ファンタジーシリーズ5冊を収録。そのうちの１冊として本作が収録。また、続編の『火吹山の魔法使いふたたび』が初邦訳、日本国内で収録された。